# Patrick Deckers
Jozef Elizabeth Hendricus ("Patrick") Deckers (Maastricht, 9 oktober 1971) is een voormalig Nederlands voetballer die uitkwam als middenvelder. Hij speelde voor Fortuna Sittard, Eindhoven, FC Den Bosch en MVV.

## Spelerscarrière
Deckers speelde bij amateurclub RKVVL. Vanuit daar verkaste hij de naar de opleiding van Fortuna Sittard. In het seizoen 1988/89 maakte de middenvelder zijn debuut in het eerste elftal. In zijn eerste vier seizoenen kwam hij niet veel in actie, maar vanaf 1992 had hij meer een vaste rol in het team. In 1993 degradeerde Fortuna uit de Eredivisie. Een jaar later verkaste Deckers naar Eindhoven. Daar speelde hij drie jaar. Hij werd bij Eindhoven op staande voet ontslagen, nadat hij op maandag 17 februari 1997 zijn broek had laten zakken in het duel met Helmond Sport en zijn geslachtsdelen aan het publiek toonde. Hij kwam tot die daad nadat hij door de scheidsrechter van het veld was gestuurd.
Toen een groepje supporters van Helmond Sport hem daarop uitjouwde, liet hij voor de tribunes plots zijn broek zakken. Een dag later toonde Deckers berouw en hij excuseerde zich publiekelijk. Voor het bestuur was de maat echter vol. "Het in het openbaar tonen van geslachtsdelen is bij de wet verboden. Het valt onder de schending van de openbare orde", lichtte het bestuur het ontslag op staande voet toe. Deckers was woedend en schakelde tevergeefs de hulp in van de spelersvakbond VVCS.
Daarna tekende hij voor FC Den Bosch. Met Den Bosch speelde hij eerst tweeënhalf jaar in de Eerste divisie, maar vanaf 1999 schommelde de club op en neer tussen de Eredivisie en Eerste divisie. In de zomer van 2003 verliep de verbintenis van Deckers in Eindhoven en hierop tekende hij bij MVV in zijn geboorteplaats. Hij tekende voor één seizoen, met een optie op twee jaar extra. Hij speelde zeven wedstrijden voor MVV, maar zijn contract werd niet verlengd. Hij mocht nog meetrainen bij FC Dordrecht, maar daar kreeg hij geen contract. Deckers speelde vervolgens nog voor de amateurs van VV Standaard dat in 2013 fuseerde tot VV SCM. Daar nam hij in 2015 afscheid van het eerste team.

### Clubstatistieken
| Seizoen | Club            | Competitie     | Competitie | Competitie | Beker | Beker | Totaal | Totaal |
| Seizoen | Club            | Competitie     | Wed.       | Dlp.       | Wed.  | Dlp.  | Wed.   | Dlp.   |
| ------- | --------------- | -------------- | ---------- | ---------- | ----- | ----- | ------ | ------ |
| 1988/89 | Fortuna Sittard | Eredivisie     | 4          | 0          | ?     | ?     | 4      | 0      |
| 1989/90 | Fortuna Sittard | Eredivisie     | 1          | 0          | ?     | ?     | 1      | 0      |
| 1990/91 | Fortuna Sittard | Eredivisie     | 2          | 0          | ?     | ?     | 2      | 0      |
| 1991/92 | Fortuna Sittard | Eredivisie     | 11         | 0          | ?     | ?     | 11     | 0      |
| 1992/93 | Fortuna Sittard | Eredivisie     | 32         | 1          | ?     | ?     | 32     | 1      |
| 1993/94 | Fortuna Sittard | Eerste divisie | 21         | 1          | ?     | ?     | 21     | 1      |
| 1994/95 | Eindhoven       | Eerste divisie | 24         | 2          | ?     | ?     | 24     | 2      |
| 1995/96 | Eindhoven       | Eerste divisie | 33         | 2          | ?     | ?     | 33     | 2      |
| 1996/97 | Eindhoven       | Eerste divisie | 19         | 0          | ?     | ?     | 19     | 0      |
| 1996/97 | FC Den Bosch    | Eerste divisie | 9          | 0          | ?     | ?     | 9      | 0      |
| 1997/98 | FC Den Bosch    | Eerste divisie | 32         | 2          | ?     | ?     | 32     | 2      |
| 1998/99 | FC Den Bosch    | Eerste divisie | 32         | 0          | 1     | 0     | 33     | 0      |
| 1999/00 | FC Den Bosch    | Eredivisie     | 27         | 2          | 2     | 1     | 29     | 3      |
| 2000/01 | FC Den Bosch    | Eerste divisie | 29         | 1          | ?     | ?     | 29     | 1      |
| 2001/02 | FC Den Bosch    | Eredivisie     | 33         | 1          | ?     | ?     | 33     | 1      |
| 2002/03 | FC Den Bosch    | Eerste divisie | 29         | 1          | ?     | ?     | 29     | 1      |
| 2001/02 | MVV             | Eerste divisie | 7          | 0          | ?     | ?     | 7      | 0      |
| Totaal  | Totaal          | Totaal         | 345        | 8          | 3     | 1     | 230    | 9      |